# Piazza dei Cavalieri, Pisa
Piazza dei Cavalieri (slovensko Viteški trg) je znamenitost v Pisi v Italiji in drugi glavni trg v mestu. Ta trg je bil politično središče srednjeveške Pise. Po sredini 16. stoletja je trg postal sedež Viteškega reda svetega Štefana. Zdaj je središče izobraževanja, saj je glavna hiša Scuola Normale di Pisa, visokošolski zavod, ki je del univerze.

## Zgodovina

### Srednji vek
Nahaja se na istem mestu kot forum antičnega Portus Pisanus, pristanišča Pise v rimski dobi. Trg, znan kot Trg sedmih ulic (Piazza delle sette vie), je bil politično središče mesta, kjer so Pisani razpravljali o svojih težavah ali slavili svoje zmage. Po letu 1140 trg postane središče Pisa Comune z gradnjo stavb, ki pripadajo več meščanom in magistrom (sodnikom), pa tudi več cerkva.
Po zmagi prebivalcev Pise (Popolo Pisano) leta 1254 je bila na trgu zgrajena Palača ljudi in starešin (Palazzo del Popolo e degli Anziani) z združitvijo nekaterih že obstoječih stavb. Kapetan ljudstva (Capitano del Popolo) je bil nameščen v bližnji Urni palači (od leta 1357), ki je vključevala nekatere prejšnje obstoječe stolpe. Južni del trga je bil obnovljen s pisarnami, sodišči in prebivališčem podeštata. Tam je bila tudi cerkev svetega Sebastiana alle Fabbriche Maggiori, ki jo je uničil Vasari. Cerkev, ki je tam stala vsaj od leta 1074, je dobila ime po pisarnah kovačev (fabbri v italijanščini), ki so se nahajali na tem območju.

### Renesansa
Na tem trgu je leta 1406 odposlanec Firenc razglasil konec neodvisnosti Pise. Po osvojitvi Pise so stavbe ostale enake, vendar so zamenjale javne funkcije, namesto starešin so postavili florentinskega komisarja in druge predstojnike.
Kasneje, leta 1558, je trg v renesančnem slogu zgradil Giorgio Vasari, slavni arhitekt velikega vojvode Cosima I de' Medici iz Firenc. Zasnoval je cerkev Vitezov svetega in vojaškega reda svetega Štefana (1565–1569), zgradili pa so jo predvsem drugi arhitekti. Nadomestila je cerkev svetega Boštjana. To je edina cerkev v Pisi v renesančnem slogu. Vsebuje turške pomorske prapore, ki so jih vitezi svetega Štefana zajeli med pomorsko bitko pri Lepantu 7. oktobra 1571.
Glavna stavba na trgu je Palazzo della Carovana, palača vitezov svetega Štefana in nekdaj Palača starešin. V renesančnem slogu jo je posodobil Giorgio Vasari. Fasada je okrašena z sgraffitom, prav tako Vasarijev, in vsebuje šest niš z doprsnimi kipi velikih vojvod Toskane.
Pred palačo stoji velik kip Cosima I. Medičejskega, delo Pietra Francavilla, ki je leta 1603 zasnoval tudi palačo Priorjev.
V drugem kotu trga stoji Palazzo dell'Orologio, na katero se sklicuje Dantejev Pekel. 

### 20. stoletje
Danes je v Palazzo della Carovana glavna stavba Scuola Normale Superiore di Pisa, univerze, ki jo je ustanovil Napoleon Bonaparte in je nastala po vzoru pariške Ecole Normale Superieure. Italijanski pesnik Giosuè Carducci in fizik Enrico Fermi sta med nekaterimi učenci, ki so tu študirali. Tam je tudi hiša Confraternita della Misericordia, katoliške reševalne službe.

## Stavbe na trgu
- Cerkev Santo Stefano dei Cavalieri
- Palazzo della Carovana
- Kip Cosima I.
- Palazzo dell'Orologio
- Cerkev sv. Roka
- Palazzo del Collegio Puteano
- Palazzo del Consiglio dei Dodici
- kanonika
- Stolp Muda

## Galerija
- Palazzo del Consiglio dei Dodici
- Palazzo del Collegio Puteano
- Palazzo dell'Orologio s kipom Cosima I.
- Palazzo della Carovana
- Cerkev vitezov svetega in vojaškega reda sv. Štefana
- Oznaka ulice
- Palazzo dell'Orologio ponoči